# 佐藤将之
佐藤 将之（さとう まさゆき、1975年 - ）は、日本の建築学者。早稲田大学人間科学学術院教授。

## 人物・経歴
秋田県生まれ。1995年秋田県立秋田高等学校卒業。1999年新潟大学工学部建設学科建築学コース卒業。2004年東京大学大学院工学系研究科建築学専攻博士課程修了、博士（工学）。江戸東京博物館子ども居場所づくりコーディネーター、早稲田大学人間科学学術院助手、同助教、同専任講師、同准教授を経て、同教授。2010年所沢市児童館運営協議会委員。

## 著書
- 『フィールドワークの実践 : 建築デザインの変革をめざして』（和田浩一と共編）朝倉書店 2011年
- 『心を育てる保育環境 : 思いと環境をつなぐ保育の空間デザイン』小学館 2020年
- 『まちづくり仕組み図鑑 : ビジネスを生む「地元ぐらし」のススメ』（馬場義徳, 安富啓と共著）日経BP 2022年

## 受賞歴
- 2001年 日本建築学会優秀修士論文賞[2]
- 2011年 こども環境学会デザイン賞受賞[2]
- 2013年 キッズデザイン賞キッズデザイン協議会会長賞[2]
- 2020年 こども環境学会論文・著作奨励賞[2]
- 2021年 こども環境学会デザイン奨励賞[2]